# Alantois
Alantois (jinak i vnější vak) slouží jako odkladiště odpadních produktů metabolismu embrya (v podobě kyseliny močové), spotřebovávajícího v průběhu svého vývoje živný žloutek. Vyskytuje se spolu s vnitřním vakem (amnion) u skupiny živočichů amniota.